# Bagad

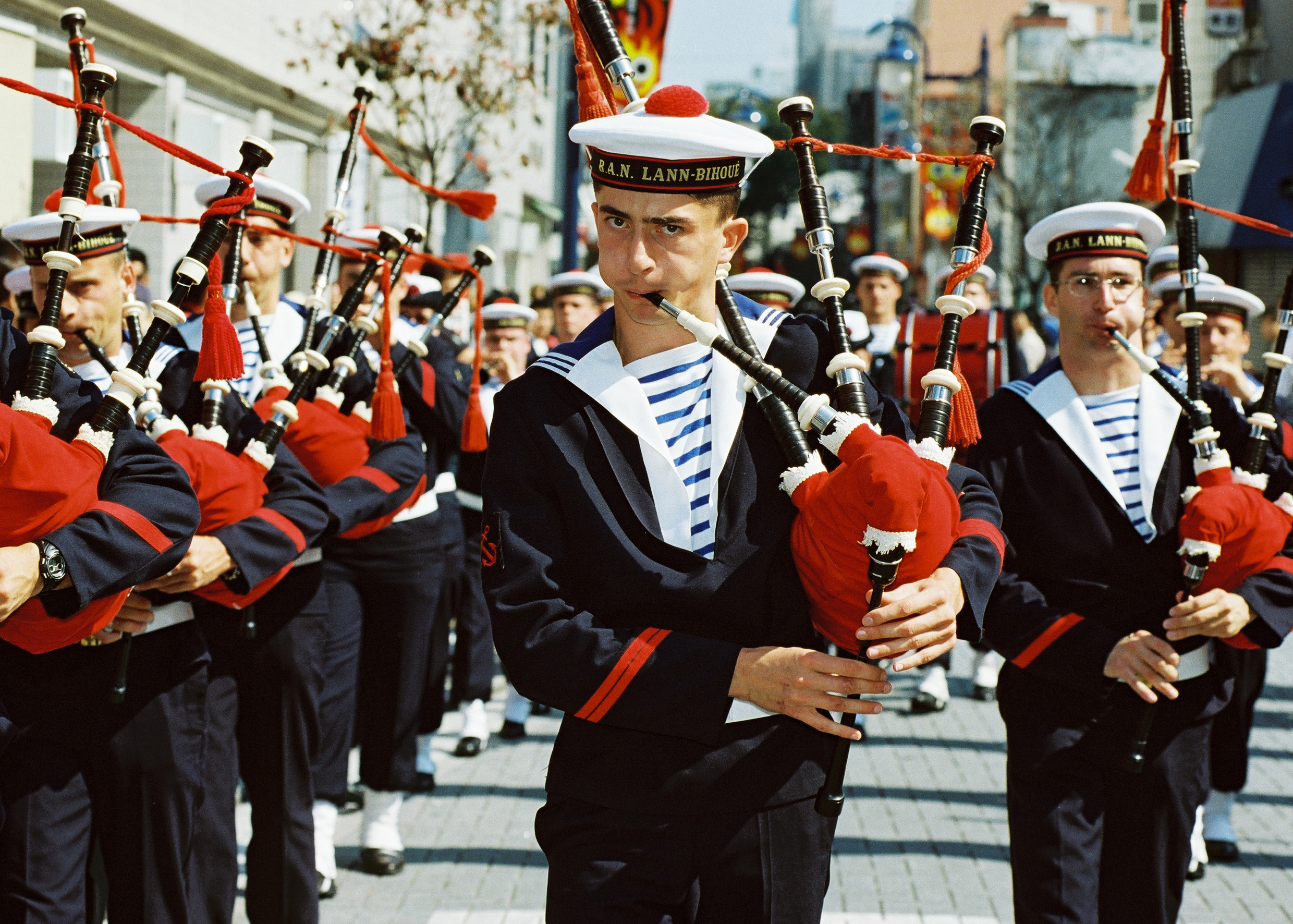
El famoso bagad de Lann-Bihoué, de la marina nacional francesa.

Un bagad es una formación musical típica de la región de Bretaña (Francia). Está integrado por numerosos músicos y consta de cuatro secciones: binioù braz o bras (gaita escocesa), bombarda, caja clara y percusión. Según el tamaño del bagad, se pueden agrupar las cajas claras y las percusiones en una sola sección.

## Etimología
En bretón bagad significa 'grupo' o 'tropa' (ver bagaudas). En este caso, es la abreviación de bagad ar sonerion (grupo de gaiteros y bombardistas). El plural de bagad es bagadoù, salvo cuando aparece tras un número, lo que en bretón hace invariable una palabra (los bagadoù, dos bagad). La palabra bagad es masculino tanto en bretón como en francés. Existe también en femenino, pero en este caso significa 'barcada' (de bag, barco en bretón).

## Historia
A principios del siglo XX, las tradiciones culturales bretonas se van abandonando progresivamente y las nuevas generaciones las perciben como arcaicas y "paletas". La pareja tradicional gaita-bombarda cae en desuso y en los años 1920 sólo quedaban en Bretaña una decena de sonneurs (gaiteros y bombardistas).
En ese contexto adverso, se intentó sin embargo un reagrupamiento de estos músicos a fin de rescatar y preservar su arte, y en 1932 Hervé Le Menn fundó la KAV, Kenvreuriezh ar Viniaouerien (Hermandad de los gaiteros), entre la comunidad bretona de París. La primera banda de sonneurs, la BAS, Bodadeg ar Sonerion (Asamblea de sonneurs), nació de la KAV en 1943. Pero fue el concepto de bagad el que logró atraer y motivar a los jóvenes; surgió como una adaptación a la música bretona del pipe band (banda de gaitas) escocés, incorporando a dicho concepto elementos locales como la bombarda y tocando melodías propias de la región. Los primeros bagadoù aparecieron en 1947: uno civil en Carhaix, y otro militar en Dinan.

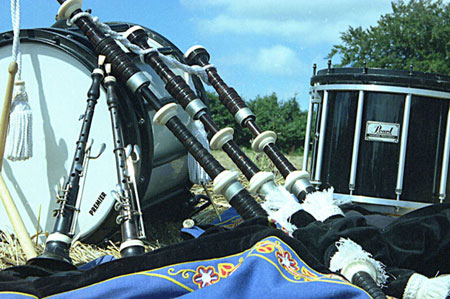
Los instrumentos de un bagad, aquí con el traje del bagad de Ergué-Armel-Quimper.

Si la música tocada por los pipe bands  está organizada según un patrón muy formal, los bagadoù optaron por un registro más diversificado de estilos y maneras de tocar. Esta diversidad se debe en gran medida al uso de la bombarda que tiene una tesitura más amplía que la gaita y permite acercarse a la polifonía. A partir de los años 1960, los bagadoù empezaron a mostrar arreglos musicales cada vez más innovadores.
La música del bagad se amplió al conjunto de la música bretona e incorpora ahora marchas, danzas y melodías. Las percusiones se han diversificado y pueden mezclar elementos de fusión como el djembé, baterías de rock y percusiones de otros continentes. Pueden incorporar guitarras, flautas traveseras e instrumentos de viento-metal, instrumentos que fueron introducidos por primera vez en un bagad por Alan Stivell en 1975 en su álbum E Dulenn. Algunos bagadoù han recuperado también la gaita tradicional de Baja Bretaña, el binioù kozh.
Aunque el bagad sea una formación de creación reciente, ha contribuido al renacer y al auge de la cultura bretona y en particular de su música. Goza desde finales del siglo XX de una gran vitalidad y popularidad, y nunca falta en las manifestaciones populares de Bretaña.